# Тарасенко, Виталий Иванович
Виталий Иванович Тарасенко (укр. Віталій Іванович Тарасенко; род. 29 июля 1961, Орджоникидзе, Днепропетровская область, Украинская ССР) — советский и украинский футболист, выступавший на позиции центрального защитника, и футбольный тренер. Сыграл 68 матчей в высшей лиге Украины, а также провёл более 300 матчей за луганскую «Зарю».

## Биография
Воспитанник киевского спортинтерната, первые тренеры — Анатолий Андреевич Скачко и В. Ф. Качанов. В 1979—1981 годах выступал за дубль киевского «Динамо», в 1980 и 1981 годах становился чемпионом СССР среди дублирующих составов. В 1980 году также выступал за сумской «Фрунзенец».
В 1982 году перешёл в луганскую «Зарю», в которой сразу стал игроком основного состава. В течение девяти сезонов (1982—1990) сыграл в составе «Зари» 329 матчей (по другим данным — 333) и забил три гола. В 1986 году стал победителем зонального турнира второй лиги и чемпионом Украинской ССР среди команд второй лиги. В 1988 году переходил в николаевский «Судостроитель», но ещё в ходе сезона вернулся в Луганск.
В 1991 году перешёл в херсонский «Кристалл», в котором выступал полтора сезона во второй лиге СССР и первой лиге Украины. В июне 1992 года перешёл в винницкую «Ниву» и успел сыграть три матча в первом чемпионате Украины в высшей лиге. Дебютный матч сыграл 6 июня 1992 года против «Шахтёра». В сезоне 1992/93 стал победителем первой лиги в составе «Нивы», затем продолжал играть в составе клуба в высшей лиге. В сезоне 1995/96 во время зимнего перерыва перешёл в другой клуб высшей лиги — «Волынь», а с осени 1996 года выступал в низших лигах за черниговскую «Десну», в сезоне 1996/97 стал победителем второй лиги. Завершил спортивную карьеру в возрасте 38 лет.
После окончания игровой карьеры стал тренером, вошёл в тренерский штаб «Нивы» (Винница). В октябре-ноябре 2001 года был главным тренером команды. В 2007—2008 годах работал в Молдавии в ФК «Тирасполь» ассистентом тренера Владимира Ревы, а также в академии «Шерифа». Имеет тренерскую лицензию «В».